# ريكي لويس
ريكي لويس (بالإنجليزية: Ricky Lewis)‏ (29 مايو 1982 - ) هو لاعب كرة قدم أمريكي في مركز الدفاع. لعب مع Clemson Tigers ‏.

## وصلات خارجية
- ريكي لويس على موقع الاتحاد الدولي (مؤرشف)  (الإنجليزية)
- ريكي لويس على موقع الدوري الأمريكي (الإنجليزية)
- ريكي لويس على موقع قاعدة بيانات كرة القدم.إي يو (الإنجليزية)